# 選ばれし乙女

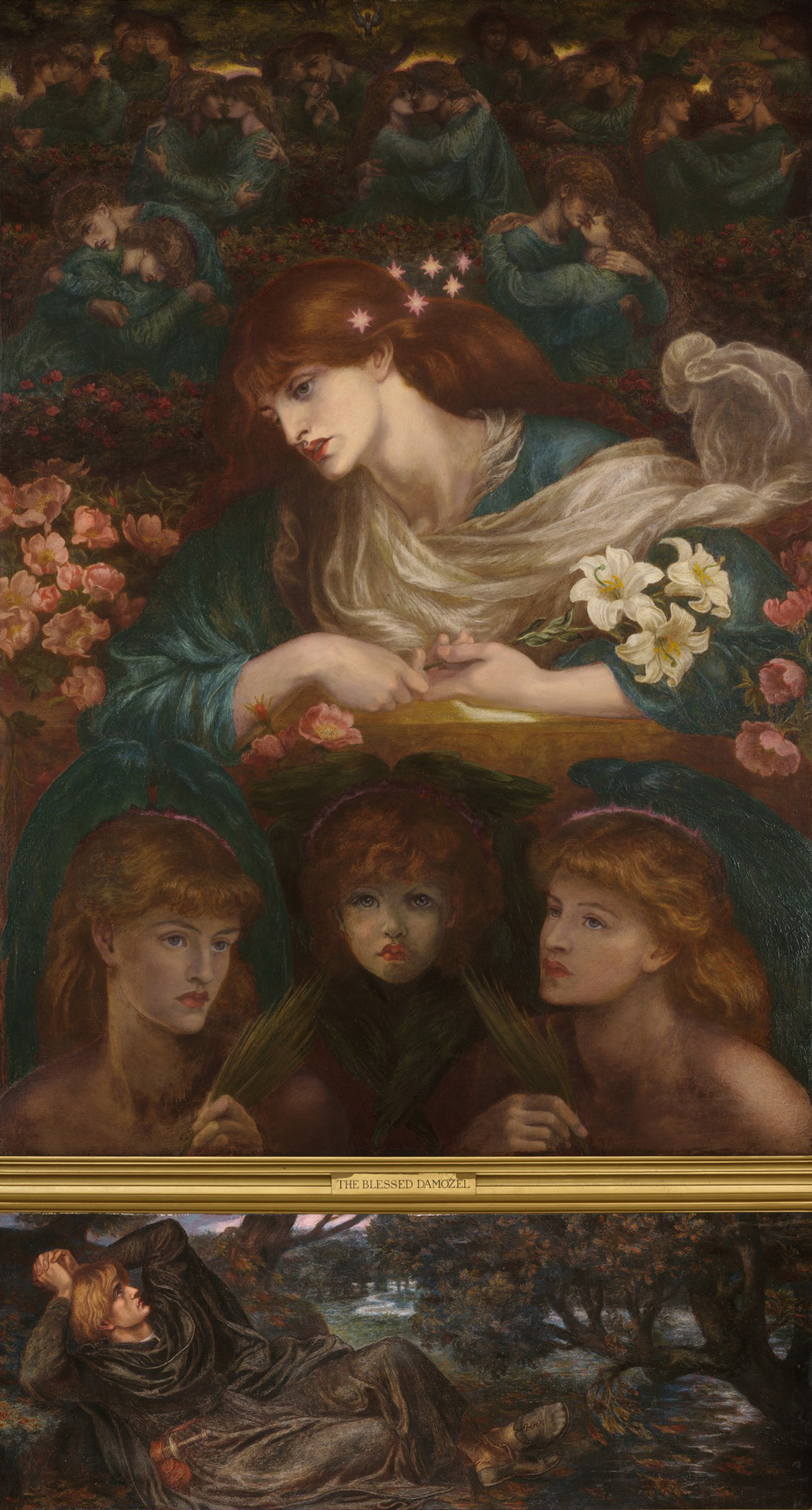
ロセッティによる『祝福された乙女』

『選ばれし乙女』（えらばれしおとめ、仏: La Damoiselle élue）作品L62は、クロード・ドビュッシーによってソプラノ、アルトの独唱と女声合唱および管弦楽のために作曲されたカンタータで、ポエム・リリック（音楽付の詩）と銘打たれている。『選ばれた乙女』とも訳される。イギリスのラファエル前派の画家ダンテ・ゲイブリエル・ロセッティの絵画『祝福された乙女』（The Blessed Damozel）から着想を得て作曲された。詩人でもあるロセッティは、絵画のテーマの基になった詩を自ら作っており、それをガブリエル・サラザンがフランス語に翻訳したものがテキストに使われている。

## 概要

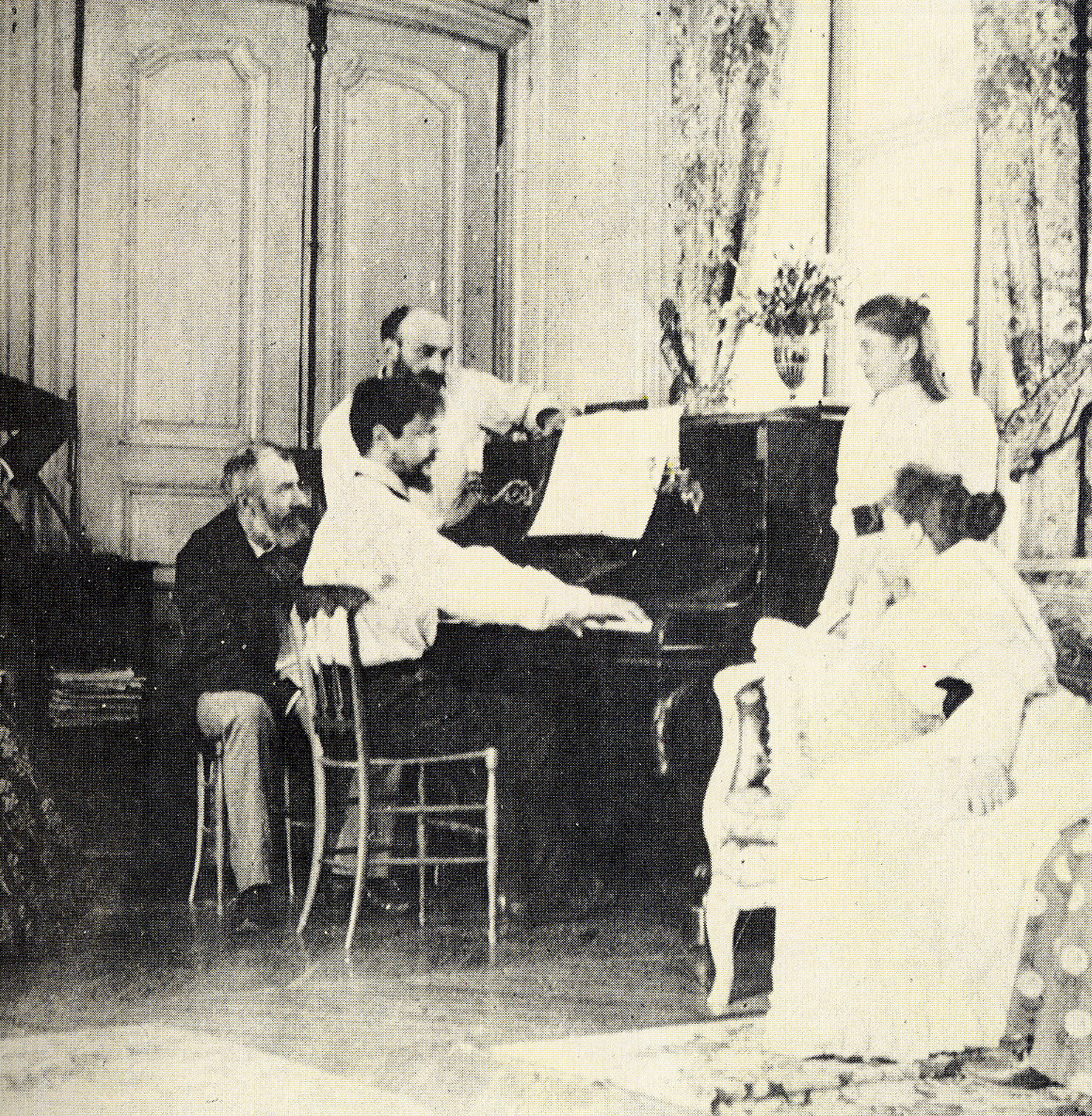
ショーソンの邸宅でピアノを弾くドビュッシー

本作は1887年から1888年にかけて作曲され、ポール・デュカスに献呈されている。初演は1893年4月8日にパリでガブリエル・マリ（Gabriel-Marie）の指揮、テレーズ・ロジェ（Thérèse Roger）とジュリア・ロベール（Julia Robert）の歌唱、国民音楽協会（Société nationale de musique）の演奏によってなされた。フランソワ・ルシュールによれば、初演の「首尾はほどほどといったところだった」。「アカデミーから《詩情も魅力もないわけではない》という評価をもらえたこの作品がショーソンの気に入り、ショーソンとドビュッシーが急速に親しくなっていく。5月にはショーソンがマルヌ川流域のリュザンシーの別荘にドビュッシーを招くまでになった」。「『選ばれし乙女』は同時期に作曲された『ボードレールの5つの詩』の現世的な苦悩と郷愁と官能とは対照的」な内容となっている。『ラルース世界音楽事典』では「『選ばれし乙女』は一般的には〈試験台〉的作品と考えられている。それはドビュッシーがラファエル前派の美学を音楽的に置換するという理由のもとに、彼特有の流れるようなとらえどころのないスタイル、色彩の戯れ、光り輝くキーとして並べられた和音、5音音階、全音音階、透き通るようなオーケストレーションを試みているからである」と評価している。アントワーヌ・ゴレアによれば「4年前の『放蕩息子』と同様、マスネやグノーの、つまり19世紀後半の極めてフランス的な二人の作曲家の音楽の官能的な雰囲気と爽やかな果実のような味わいこそがドビュッシーの全音楽の特徴なることは否定できなかろう。そして、本質的にこのことによってこそ、ドビュッシーは《フランス的音楽家》であり、《フランスのクロード》であるのだ」。ピアノ伴奏版の楽譜は1893年にアール・アンデパンダン書店から出版され、1903年にデュラン社から総譜が出版された。

## 楽器編成
- 木管楽器: フルート3、オーボエ2、コーラングレ1、クラリネット2、バス・クラリネット、 ファゴット3
- 金管楽器:トランペット 3、ホルン 4、トロンボーン 3
- 弦5部 、 ハープ2

## 演奏時間
約20分。

## 歌詞大意
選ばれし乙女、祝福され昇天した乙女が天国の黄金の欄干にもたれかかって、地上の恋人のことを想い、彼と天国で永遠に結ばれることを切に願って祈る。しかし、願いは受け入れられず、乙女は黄金の欄干に腕を投げかけつつ、両手に顔を埋めて泣くという内容となっている。

## 楽曲構成

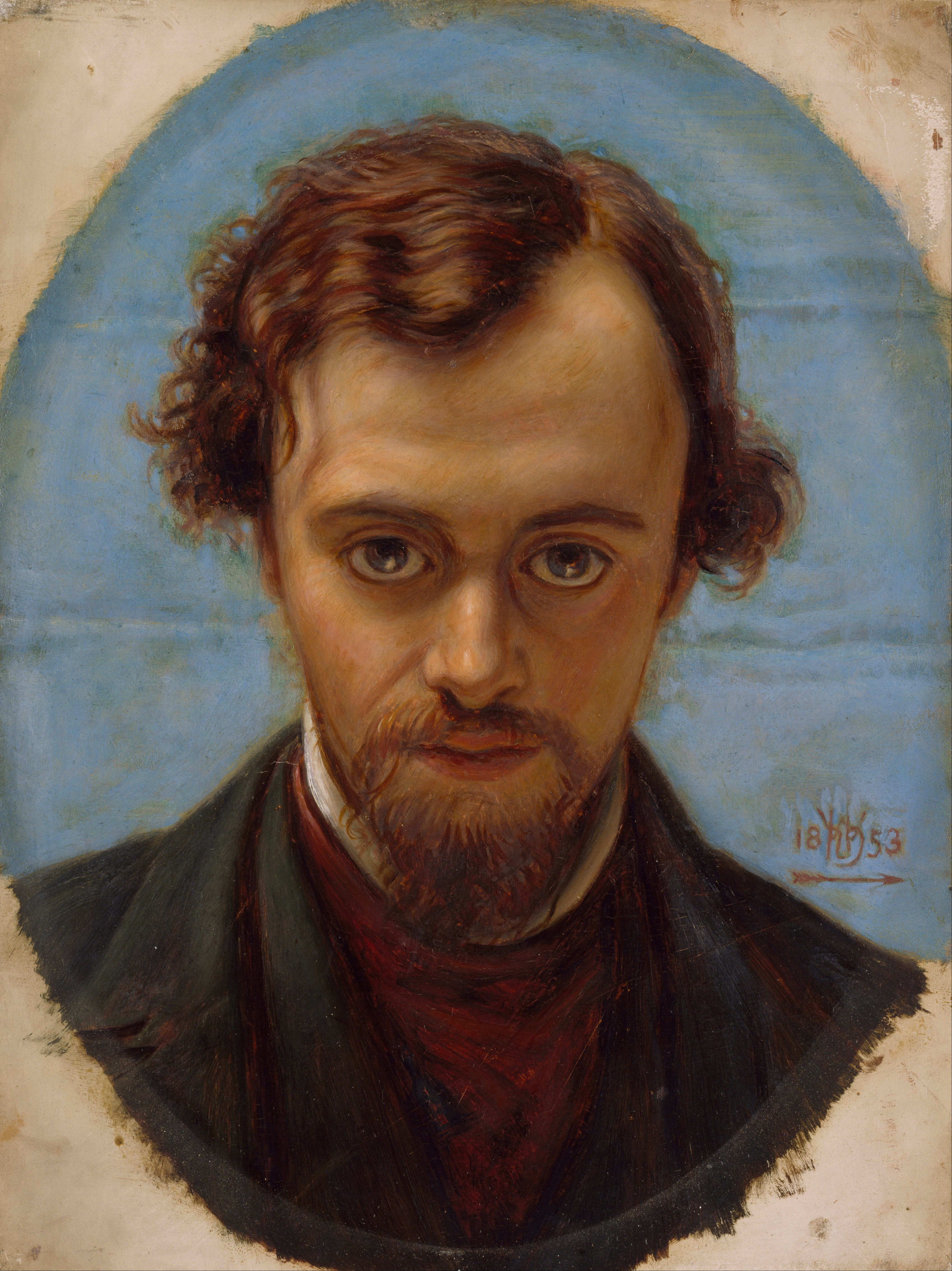
ウィリアム・ホルマン・ハント によるロセッティの肖像画

1. 前奏曲
静謐ではあるが、どこか明るい雰囲気が漂い、ハーモニーは香り立つ。
2. 女声合唱と語り手
選ばれし乙女は、手に3本の百合を持ち長い髪には7つの星を輝かせながら、天国の黄金の欄干に佇んでいる。地上の恋人のことを想い、天国でも彼と愛を分かち合いたいと望む。女声に対するドビュッシーの嗜好は終生不変であった。女声合唱だけの部分の透明で清澄な響きはドビュッシーの特徴となっている。
3. 選ばれし乙女
選ばれし乙女が天国での恋人との再会を切々と願う場面、オーケストラと一体となっての朗唱。
4. 女声合唱と語り手　
地上の恋人への想いを語り尽くした選ばれし乙女が絶望に打ちひしがれて泣き出す場面。音楽は全編の優しく柔らかい雰囲気を保ちながら、長いデクレッシェンドで消え入るように終わる。

## 主な録音
| 年   | 配役 選ばれし乙女 語り                              | 指揮者 管弦楽団 合唱団                                                                   | レーベル                                                             |
| ---- | --------------------------------------------------- | ---------------------------------------------------------------------------------------- | -------------------------------------------------------------------- |
| 1955 | ビクトリア・デ・ロス・アンヘレス キャロル・スミス   | シャルル・ミュンシュ ボストン交響楽団 レッドクリフ合唱協会                               | CD: Urania ASIN: B01CZM4SJY                                          |
| 1977 | モンセラート・カバリェ ジャネット・コスター         | ウィン・モリス シンフォニカ・オブ・ロンドン アンブロジアン女声合唱団                     | CD: IMP classics ASIN: B003J2T7IW                                    |
| 1979 | バーバラ・ヘンドリックス ジョスリーヌ・タイヨン     | ダニエル・バレンボイム パリ管弦楽団 パリ管弦楽団合唱団                                   | CD: ユニバーサル ミュージック ASIN: B017TA96FS                       |
| 1981 | イレアナ・コトルバシュ グレンダ・モーリス           | ガリー・ベルティーニ シュトゥットガルト放送交響楽団 シュトゥットガルト放送合唱団         | CD: Orfeo ASIN: B000028AW9                                           |
| 1983 | フレデリカ・フォン・シュターデ スザンヌ・メンツァー | 小澤征爾 ボストン交響楽団 タングルウッド音楽祭合唱団                                     | CD: Sony ASIN: B07T2H6SQW                                            |
| 1986 | マリア・ユーイング ブリギッテ・ベイリーズ           | クラウディオ・アバド ロンドン交響楽団 ロンドン交響合唱団                                 | CD: ユニバーサル ミュージック ASIN: B00CCTUAHU                       |
| 1993 | ドーン・アップショウ パウラ・サスムッセン           | エサ＝ペッカ・サロネン ロサンゼルス・フィルハーモニック ロサンゼルス・マスター・コーラス | CD: Sony ASIN: B0000029KT                                            |
| 2009 | ギレーヌ・ジラール ソフィー・マリレー               | エルヴェ・ニケ ジャン＝フランソワ・エッセール（ピアノ） フランダース放送合唱団           | CD: Glossa ASIN: B002P9KAV8 ソプラノ、メゾ・ソプラノ、合唱とピアノ版 |
| 2012 | ナタリー・デセイ カリーヌ・デエー                   | アンリ・シャレ フィリップ・カッサール（ピアノ） パリ青年合唱団                           | CD: EMI ASIN: B00HPZYBTY ソプラノ、メゾ・ソプラノ、合唱とピアノ版    |

## 関連作品
- ドビュッシー : カンタータ『放蕩息子』（L'enfant prodigue）